# Cyaniris placida
Cyaniris placida är en fjärilsart som beskrevs av De Nicéville 1883. Cyaniris placida ingår i släktet Cyaniris och familjen juvelvingar. Inga underarter finns listade i Catalogue of Life.